# Gujrat
Cet article possède un paronyme, voir Gujarat.
Gujrat (en ourdou : گجرات) est une ville située dans la province du Pendjab au Pakistan. Elle est la capitale du district de Gujrat et un grand centre urbain du nord du pays, avec plus de 570 000 habitants en 2023.

## Emplacement
Gujrat est situé sur la rive du Chenab, situé à environ 120 kilomètres au nord de Lahore. Les lieux les plus importants à proximité de Gujrat comprennent les villes de Jhelum, Gujranwala, Mandi Bahauddin, Sialkot et le territoire de l'Azad Cachemire. La ville est entourée de nombreux villages qui fournissent une main-d'œuvre importante au marché local.

## Histoire

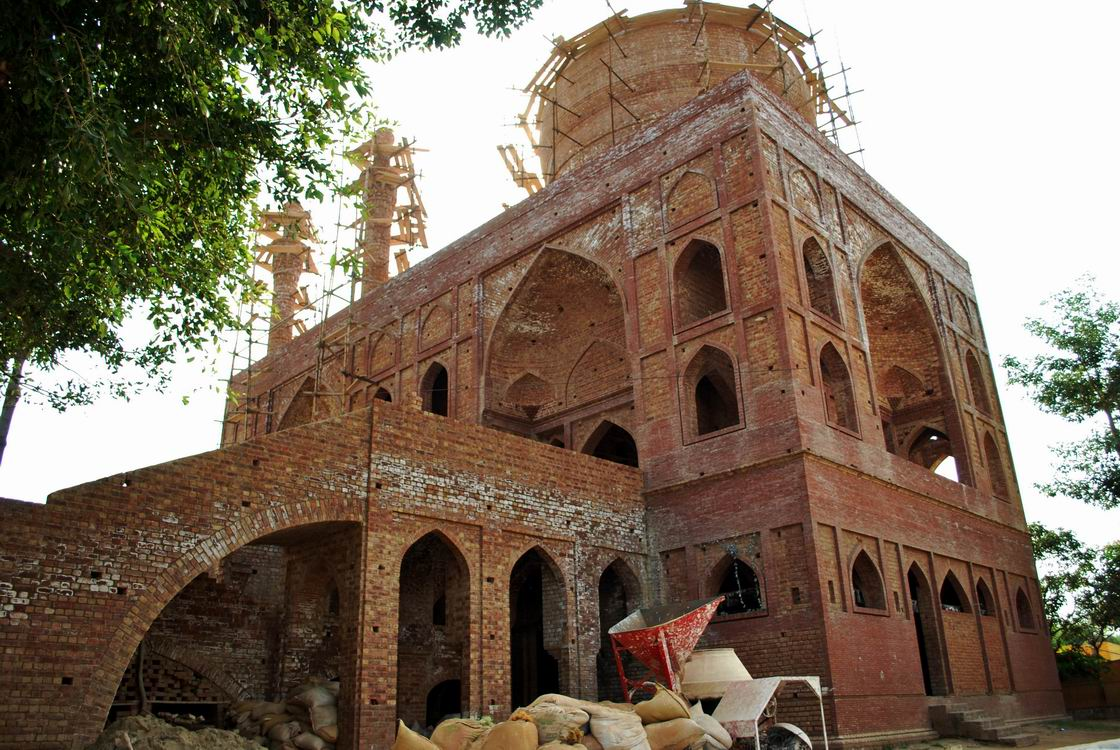
Mosquée et mausolée en construction, en 2010.

Gujrat est une ville ancienne qui a été fondée par Raja Bachhan Pal Gurjar en 460 av J.-C., selon le général Cunningham, historien britannique. Un consensus historique établit que la ville existait à l'époque d'Alexandre le Grand, et que Raja Pûru la ville s'opposa farouchement à l'invasion d'Alexandre sur la rive est de la rivière Jehlum. La fondation de la ville nouvelle de Gujrat date du début du XXe siècle pendant la période de l'Empire britannique et grâce à la coopération des seigneurs locaux et des grands propriétaires terriens de la région (par exemple, Daswandi Khan de Daswandi Pura).
Au cours de la période moghole, une redevance été prélevée pour voyager à travers le district sur la route menant au Cachemire. Lorsque le roi Jahangir mourut alors qu'il revenait du Cachemire, la nouvelle de son décès ne fut pas publiée afin d'éviter tout chaos dans l'empire. Ses organes abdominaux ont été prélevés et inhumés à Gujrat. Un festival annuel se tient pour commémorer cet événement, communément appelé le « Festival de Jahângîr ».
Deux batailles principales entre Britanniques et l'armée Sikh ont eu lieu dans ce quartier : la Bataille de Chillianwala et la Bataille de Gujrat. Ce n'est qu'après avoir remporté la bataille de Gujrat le 22 février 1849 que les Britanniques ont pu soumettre le Pendjab.

## Demeures historiques
Il existe de nombreux bâtiments historiques et des ruines dans et autour de Gujrat. La Grand Trunk Road, communément abrégé G.T. Road, construite par l'empereur Sher Shah Suri, passe aussi par Gujrat. Les villes avoisinantes de Jalal Pur Jattan, Karianwala, Gagian, Ranian, LalaMusa, Pindi Miani, Shadiwal, Kalra, Tanda, Adowal, Deona, Gandra Kalan, Kotla, Daulat Nagar, Dinga, Kunjah, Kot Ranjha ont également des bâtiments historiques et des ruines.

## Géographie
Gujrat est une ville historique du Pakistan, située entre deux rivières célèbres, la Jhelum et la Chenab. En raison de sa proximité des cours d'eau, la terre est une bonne pour la culture du riz et de la canne à sucre, les principales cultures. Il est délimité sur le nord-est par le Jammu et Cachemire, sur le Nord-Ouest par la rivière de Jehlam, à l'est et du Sud-est de la rivière Chenāb, qui la sépare dans les districts de Gujranwala et Sialkot ; et à l'Ouest par le district de Mandi Bahauddin.

## Climat
La ville bénéficie d'un climat tempéré. En été, la température peut atteindre 45 °C, mais la période estivale est relativement courte en raison de la proximité des montagnes de l'Azad Cachemire. En hiver, la température minimale peut descendre en dessous de 2 °C. Les précipitations annuelles à Gujrat sont en moyenne de 67 cm.

## Démographie

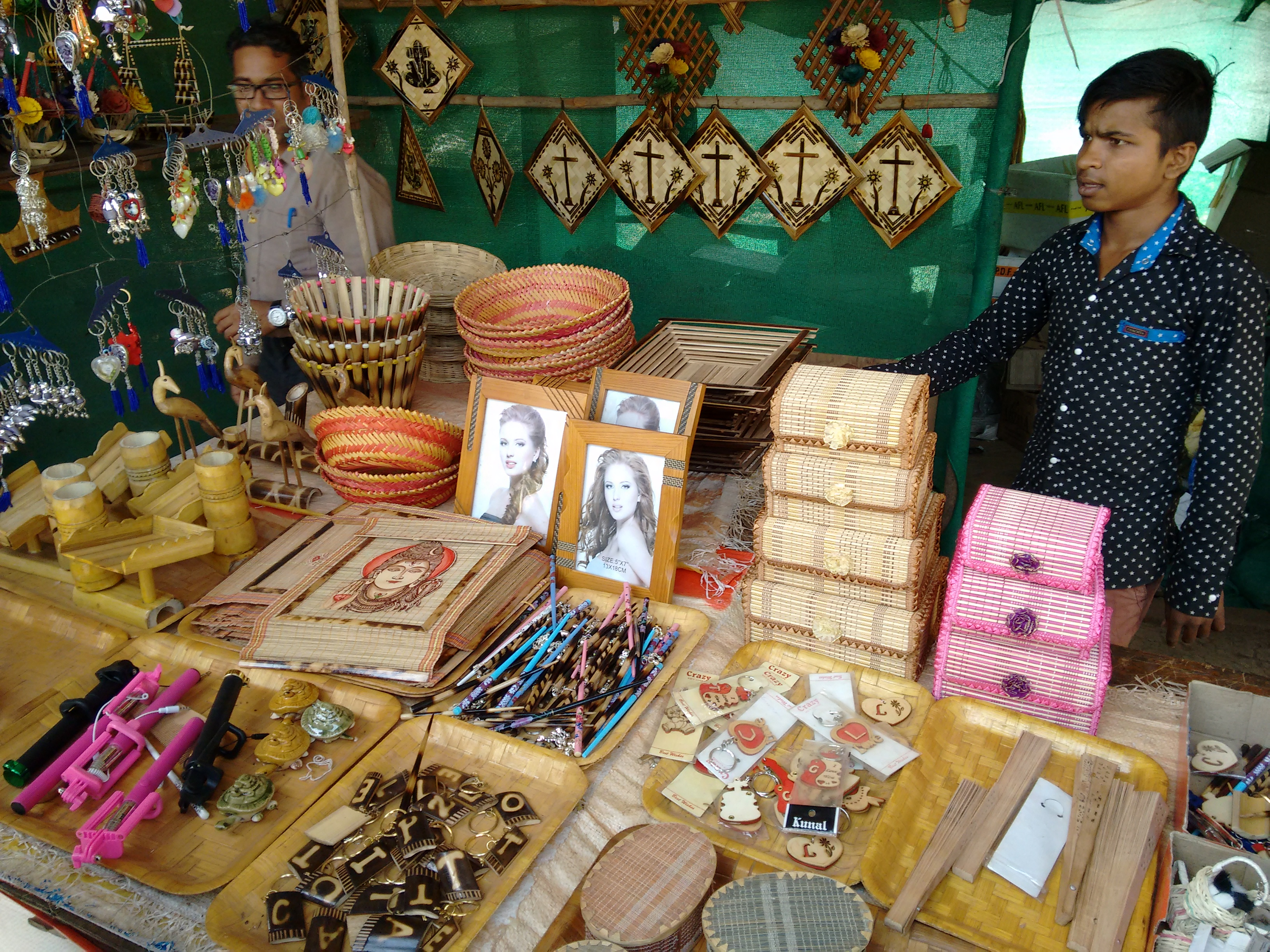
Commerçants à Gujrat.

La population s'élevait à 250 121 habitants en 1998. En 2010, la population était estimée à 1 928 512 habitants selon une projection. En 2017, le recensement indique une population de 390 533 habitants, soit une croissance annuelle de 1,8 % depuis 1998, moins que la moyenne nationale de 2,4 %. En 2023, la population de la ville monte à 574 240 habitants.
Elle est la 12e plus grande ville de la province du Pendjab et la 16e au niveau national. La langue la plus parlée est le pendjabi. 
|            | 1972 (rec.) | 1981 (rec.) | 1998 (rec.) | 2017 (rec.) | 2023 (rec.) |
| ---------- | ----------- | ----------- | ----------- | ----------- | ----------- |
| Population | 100 333     | 155 058     | 251 792     | 390 533     | 574 240     |

## Culture
Gujrat produit des poteries confectionnées à basse température et des céramiques, ainsi que des pots de fleurs aux feuilles de palmiers ou dattiers et des châles en coton ou laine.
Sohni Mahiwal est un célèbre conte populaire de la région du Penjab. Sohni, l'héroïne de l'histoire, provient de la région de Gujrat. Elle a utilisé une catapulte pour répondre à son amant Mahinwal afin de franchir la rivière Chenab, assis sur un lanceur. Le conte est encore très connu de nos jours et fait partie intégrante de la culture pendjabie. L'anniversaire de Kanwan-Wali Sarkar près de wala Karuan Gujrat est célébré au cours d'un festival en août de chaque année.

## Économie

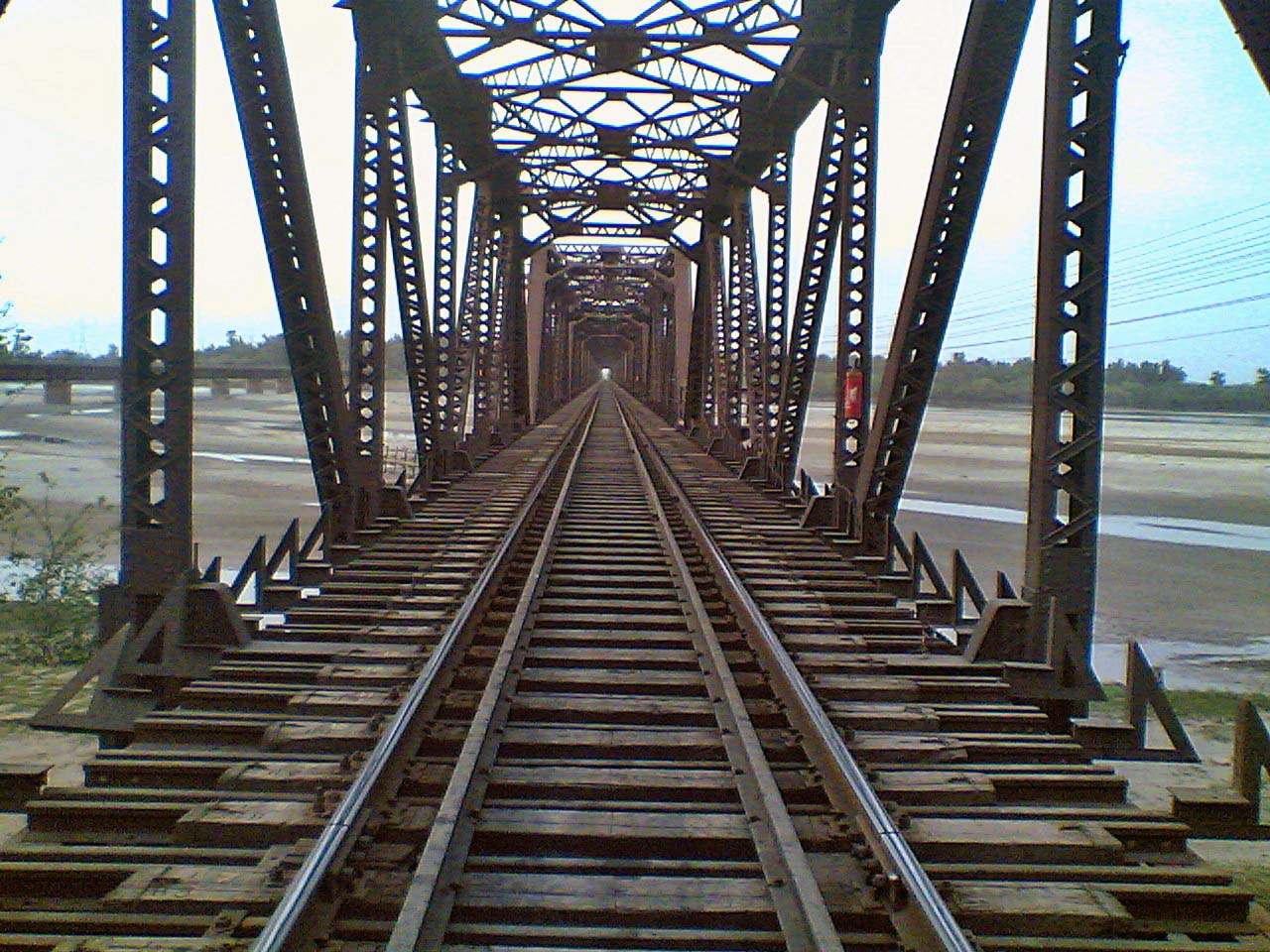
Pont au-dessus du Chenab.

Gujrat est aussi connue pour ses argiles avec lesquels les habitants ont longtemps produit des poterie de qualité. La ville produit également des meubles raffinés. Au cours des dernières décennies, Gujrat s'est également fait un nom dans la fabrication et l'exportation de ventilateurs électriques. Gujrat est aussi le siège de deux plus grandes entreprises de fabrication de souliers au Pakistan, à savoir Service Industries, qui opère une usine de chaussures Grand dans la ville. Elle est détenue par Ahmed Mukhtar, qui a été ministre de la Défense du Pakistan et emploie beaucoup de villageois des alentours.
Il y a 1059 unités industrielles de petite ou grande taille opérant dans le district. La production de riz et son exportation est une autre activité majeure de Gujrat. Il existe aussi de nombreuses usines qui fabriquent des produits et des moteurs électriques ou bien des usines de lavage du riz. La plupart sont des industries qui nécessitent l'emploi d'un grand nombre de personnes, au total, plus de 90 % du marché du travail local.
L'histoire de l'émergence de la fabrication de ventilateurs électriques au Pakistan a commencé dans le début des années 1940, où des entrepreneurs se sont lancés, contre vents et marées et créés, sans aides gouvernementales ou étrangère, dans la création d'une industrie efficace. Il y a maintenant plus de cinq cents usines de ventilateurs à Gujrat, Gujranwala, Lahore et ses environs.

## Éducation

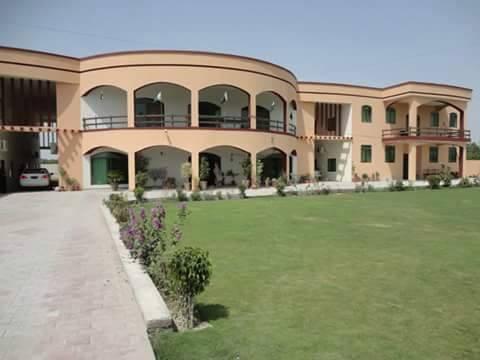
Le campus du Punjab College.

On trouve un grand nombre d'instituts de formation dans la zone. Les universités et les collèges suivants se trouvent dans Gujrat :
- Municipal model high school Gujrat
- Université de Gujrat
- Gouvernement Zaminadar degré College (pour les hommes)
- Gouvernement Fatima Jinnah degré College (pour les femmes)
- Ordre de gouvernement pour filles
- Gouvernement College of commerce
- Campus du Punjab College
- Suédois pakistanais Institute of Technology
- Nawaz Sharif Medical College, à l'Université de Gujrat
- Gujrat groupe de collèges
- Chenāb groupe de collèges
- Gouvernement Girls College, chemin de fer,
- Gouvernement niveau Collège pour les hommes, G.T. Road,
- Jamia Islamia Le-Binat-Ul-Islam (religieux)
- École globale du gouvernement G.T Road Servis Mor
- Lycée municipal Model for Boys, musulmans Abad Gujrat
- Municipal modèle High School
- Shaukat modèle High School
- Gouvernement Zamindar High School Gujrat

## Transport
Le district, avec 1 019 kilomètres de route, est lié avec Gujranwala, Jhelum et Mandi Bahauddin. La principale ligne de chemin de fer Peshawar-Karachi traverse la ville, qui possède une importante gare.

## Politique
Depuis le redécoupage électoral de 2018, la ville est représentée par la circonscription no 31 à l'Assemblée provinciale du Pendjab. Lors des élections législatives de 2018, elle est remportée par un candidat du Mouvement du Pakistan pour la justice.
| Parti                                      | Voix    | %       |
| ------------------------------------------ | ------- | ------- |
| Mouvement du Pakistan pour la justice      | 51 131  | 48,50 % |
| Ligue musulmane du Pakistan (N)            | 20 513  | 19,46 % |
| Tehreek-e-Labbaik Pakistan                 | 9 075   | 8,61 %  |
| Autres partis                              | 7 634   | 7,24 %  |
| Indépendants                               | 17 082  | 16,20 % |
| Total exprimés (participation : 45,09 %)   | 105 435 | 100 %   |
| Source : Commission électorale du Pakistan |         |         |

## Personnalités liées à la ville
- Chaudhry Shujaat Hussain, Premier ministre du Pakistan
- Chaudhry Pervaiz Elahi, ministre en chef du Pendjab
- Ahmad Mukhtar, ministre de la défense
- Aitzaz Ahsan, ex-président de l'Association du Barreau de Cour suprême du Pakistan
- Major Raja Aziz Bhatti Shaheed, militaire pakistanais
- Major Muhammad Akram Shaheed, militaire pakistanais
- Major Shabir Sharif, militaire pakistanais
- Naheed Akhtar, chanteuse
- Sabiha Khanum, actrice
- Alam Lohar, chanteur folk
- Shaukat Ali, chanteur folk